# Округ Џеферсон (Ајова)
Округ Џеферсон (енгл. Jefferson County) је округ у америчкој савезној држави Ајова.

## Демографија
По попису из 2010. године број становника је 16.843, што је 662 (4,1%) становника више него 2000. године.
| Група             | 2000.          | 2010.          |
| Белци             | 15.329 (94,7%) | 14.539 (86,3%) |
| Афроамериканци    | 104 (0,6%)     | 214 (1,3%)     |
| Азијати           | 275 (1,7%)     | 1.425 (8,5%)   |
| Хиспаноамериканци | 297 (1,8%)     | 410 (2,4%)     |
| Укупно            | 16.181         | 16.843         |